# G. Dep
G. Dep (för Ghetto Dependent), född 12 september 1978 i New York, är en amerikansk rappare som ligger på skivbolaget Bad Boy Records. 